# .kg
Pour les articles homonymes, voir KG.
.kg est le domaine de premier niveau national (country code top level domain : ccTLD) réservé au Kirghizistan.